# Pterodroma baraui
Pterodroma baraui é uma espécie de ave da família Procellariidae. Seu principal local de reprodução é a ilha da Reunião, no Oceano Índico.